# Сунце те чува
„Сунце те чува” је југословенски кратки ТВ филм из 1975. године. Режирао га је Слободан Шијан а сценарио су написали Васко Попа и Радомир Путник.

## Улоге
| Глумац           | Улога                           |
| ---------------- | ------------------------------- |
| Рада Ђуричин     |                                 |
| Љуба Тадић       |                                 |
| Сенка Велетанлић | (као Сенка Велетанлић-Петровић) |